# 幸福百分百 (電影)
《幸福百分百》（英語：Mother's Day）是一部於2016年上映的美國喜劇片，由蓋瑞·馬歇爾執導，布蘭特·安德森監製，珍妮佛·安妮斯頓、凱特·哈德森、茱莉亞·羅勃茲、傑森·蘇戴西斯及提摩西·奧利芬主演。電影由開路影業發行，2016年4月13日在洛杉磯首映。

## 劇情
個性緊張的單親媽咪珊蒂（珍妮佛·安妮斯頓飾），擔任室內設計師養兩個兒子，卻期盼與前夫破鏡重圓，但沒想到前夫卻娶了一個小20歲熱情女孩蒂娜為妻；單親奶爸卻事業有成的布萊德利（傑森·蘇戴西斯飾），身兼父母兩職辛苦拉拔女兒長大，但總猜不透青春期女兒的心事；跟珊蒂是有若無的情愫究竟情歸何處呢？許久沒見父母的大齡女子潔西與妹妹，藏著兩人隱瞞雙親的共同小秘密，不料遠在百哩外的爸媽卻興沖沖地在母親節意外來訪；她們倆即將被揭穿...？單身作家兼電視購物主持人女強人米蘭達（茱莉亞·羅勃茲飾），未婚懷了女兒克莉絲汀（布麗特妮·羅伯森飾），因諸多因素只能寄情工作，卻在新書發表會上遇見了重複著相同生命旋律的女兒，她該如何拯救有同樣遺憾的另個媽媽呢？

## 演員
- 珍妮佛·安妮斯頓 飾 Sandy Newhouse[5]
- 凱特·哈德森 飾 Jesse[5]
- 茱莉亞·羅勃茲 飾 Miranda Collins[5]
- 傑森·蘇戴西斯 飾 Bradley Barton[5]
- 提摩西·奧利芬 飾 Henry
- 布麗特妮·羅伯森 飾 Kristin[6]
- 赫克托·埃里仲杜 飾 Roman Navarro/Lance Wallace
- 傑克·懷特豪爾 飾 Zack Zimm[6]
- 莎拉·查克 飾 Gabi
- 洛妮·勒芙（英语：Loni Love） 飾 Kimberly[6]
- 卡梅隆·埃斯波西托（英语：Cameron Esposito） 飾 Max
- 瑪果·麥汀達爾 飾 Flo
- 勞勃·潘恩（英语：Robert Pine） 飾 Earl
- 薛·米契爾 飾 Tina[6]
- 阿西夫·曼迪維 飾 Russell[6]
- 喬恩·拉威茨 飾 Wally Burn
- 露西·沃爾什（英语：Lucy Walsh） 飾 Jody
- 珊卓拉·泰勒（英语：Sandra Taylor） 飾 Lexy
- 艾拉·安德森（英语：Ella Anderson） 飾 Vicky Barton[7]
- 葛雷森·羅素（英语：Grayson Russell） 飾 Tommy
- 馬修·沃克（英语：Matthew Walker (American actor)） 飾 Randy
- 麗莎·羅勃茲·吉蘭（英语：Lisa Roberts Gillan） 飾 Betty
- 凱特·林德（英语：Kate Linder） 飾 Gigi
- 珍妮佛·嘉納 飾 Dana Barton

## 發行

### 評價
爛番茄新鮮度僅7%，基於132條評論，平均分為2.9/10，而在Metacritic上得到18分，差評居多。據CinemaScore調查，觀眾的平均評價於A+至F間落於「B+」。

### 票房
在美國及加拿大，首映週末有3,035個劇院播映。最終，電影在北美地區票房總額為3250萬美元，其他地區收入1130萬美元，全球總計4380萬美元。

## 榮譽
| 頒獎典禮           | 獎項                     | 名字            | 結果 |
| ------------------ | ------------------------ | --------------- | ---- |
| 2016年青少年票選獎 | 電影選擇獎：喜劇片       | 幸福百分百      | 提名 |
| 2016年青少年票選獎 | 電影選擇獎：喜劇片女演員 | 珍妮佛·安妮斯頓 | 提名 |

## 外部連結
- 互联网电影数据库（IMDb）上《幸福百分百》的资料（英文）
- Box Office Mojo上《幸福百分百》的資料（英文）
- 爛番茄上《幸福百分百》的資料（英文）
- Metacritic上《幸福百分百》的資料（英文）
- AllMovie上《幸福百分百》的资料（英文）
- 開眼電影網上《幸福百分百》的資料（繁體中文）
- 豆瓣电影上《幸福百分百》的資料 （简体中文）
- 时光网上《幸福百分百》的資料（简体中文）